# Dragon Ball Z: Idainaru Son Gokou Densetsu
Dragon Ball Z: Idainaru Son Goku Densetsu (ドラゴンボールZ 偉大なる孫悟空伝説, Doragon Bōru Zetto Idainaru Son Gokū) é um jogo da série Dragon Ball, lançado para o PC Engine em 1994.
O jogo conta com as sete maiores batalhas de Goku: Luta contra Tao Pai Pai, Ten Shin Han  no Torneio de Artes Marciais, destruindo Piccolo, no Torneio de Artes Marciais, protegendo Terra de Vegeta, salvando Namek de Freeza e a luta contra Cell.
Uma vez que cada história no jogo é contada, a sua tarefa a desempenhar as batalhas em que ocorreram na série.